# Bihać
Bihać – miasto w północno-zachodniej Bośni i Hercegowinie, w Federacji Bośni i Hercegowiny, stolica kantonu uńsko-sańskiego, siedziba miasta Bihać. Leży nad rzeką Uną, w Bosanskiej krajinie. W 2013 roku liczyło 39 690 mieszkańców, z czego większość stanowili Boszniacy.

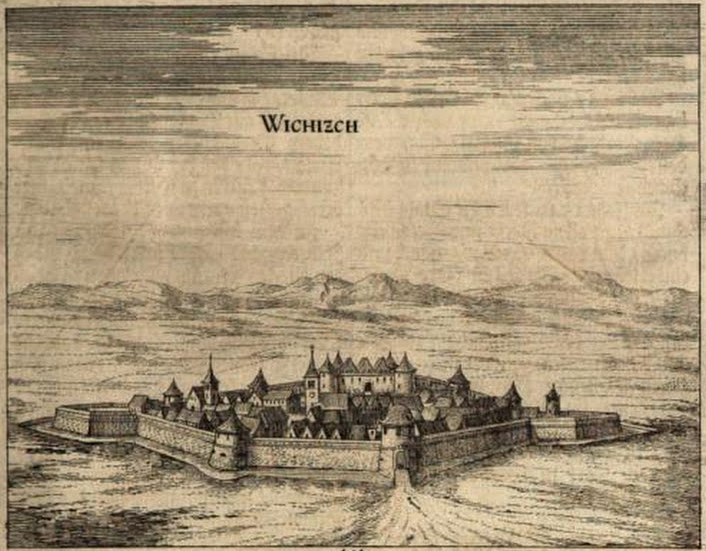
Panorama Bihaća w 1689, z dzieła Janeza Vajkarda Valvasora pt. Die Ehre des Herzogthums Crain

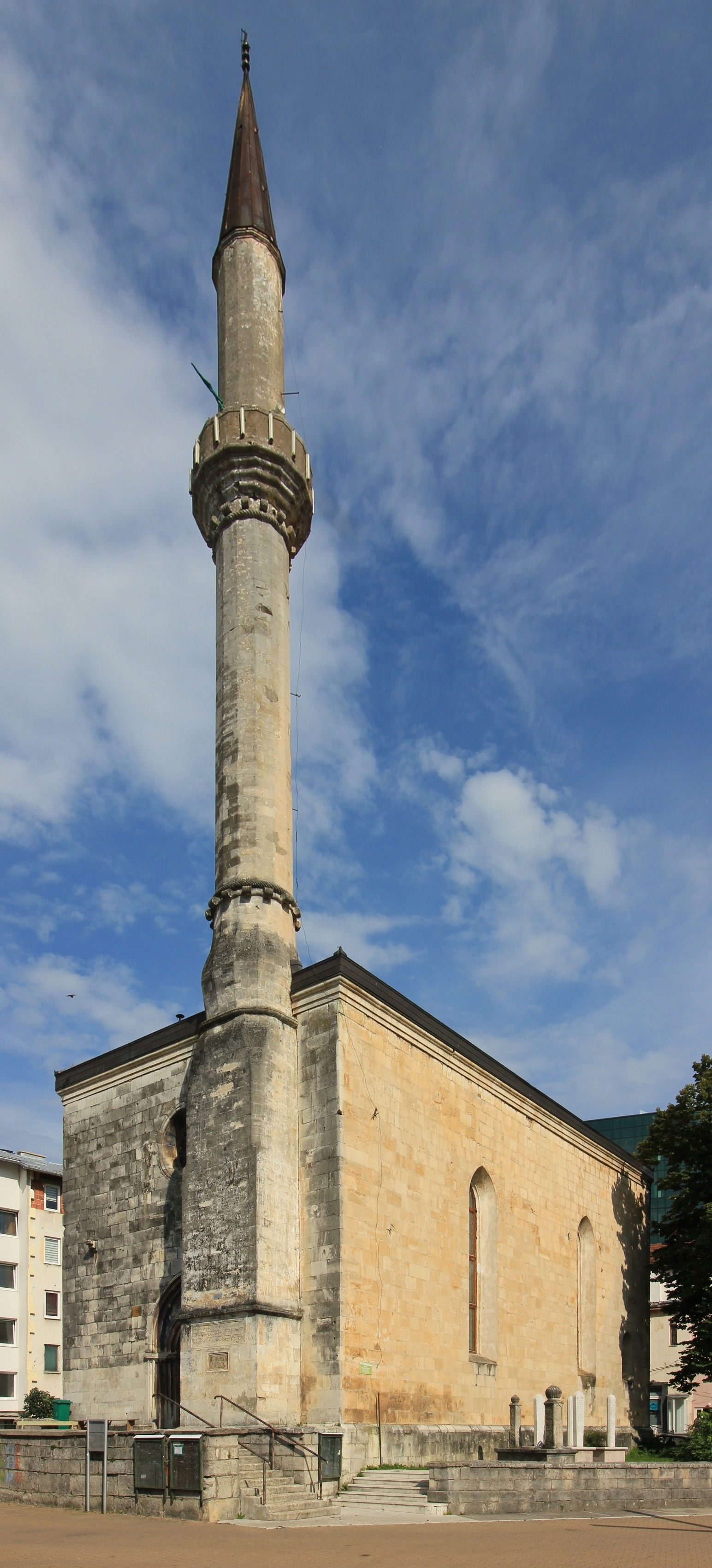
Meczet w Bihaciu

## Historia
Pierwsza wzmianka o miejscowości pojawiła się w 1260 roku. W okresie panowania Beli IV Bihać był wolnym miastem. W 1888 roku miasto zostało poważnie zniszczone na skutek walk. Podczas II wojny światowej miasto należało do Niepodległego Państwa Chorwackiego. Od 1992 roku miasto leży na terytorium Bośni i Hercegowiny. W 1997 roku otwarto Uniwersytet w Bihaciu.

## Gospodarka
W mieście rozwija się przemysł włókienniczy, spożywczy oraz drzewny. Jest to także ośrodek turystyczny.